# Імператор Дзюннін
Імператор Дзюнні́н (яп. 淳仁天皇, じゅんにんてんのう, дзюннін тенно; 733 — 10 листопада 765) — 47-й Імператор Японії, синтоїстське божество. Онук імператора Темму і сьомий син принца Тонері. Роки правління: 7 вересня 758 — 6 листопада 764.
До вступу на трон був принцом Оі. 757 року імператриця Кокен несподівано оголосила принца Оі наслідним принцом, наступного року, після її зречення від престолу, він посів трон. Фактичну владу мав Фудзівара но Накамаро, який 760 року отримав у власне володіння значні землі у провінції Омі.
Унаслідок перевороту 764 року, яку влаштувала колишня імператриця Кокен, втратив владу і його відправили на заслання, де він і помер.